# Ogmios
Ogmios (též Ogmius, starořecky Ὄγμιος ) je galský bůh výmluvnosti, snad spřízněný s irským Ogmou.
Zmínky o něm pocházejí pouze z eseje Héraklés řeckého dramatika Lukiána, která uvádí že Galové přirovnávali Ogmia k Héraklovi a popisuje jeho obraz. Stejně jako tento řecký hrdina byl oblečen ve lví kůži a byl vybaven lukem a kyjem, ale byl starší. Na obraze jej také doprovázela skupinka svázaných mužů, které vedl, následují jej však dobrovolně protože jsou okouzelni Ogmiovým darem výmluvnosti.